# Gyaltsab Je
Gyaltsab Je, (tibétain : རྒྱལ་ཚབ་རྗེ་ ; Wylie : Rgyal tshab rje)  (1364 - 1432), de nom complet Gyaltsab Dharma Rinchen est né dans la province de Tsang au Tibet central.
Il était un des 3 disciples célèbres de Tsongkhapa (avec Gendun Drub et Khedrup Je, qui seront reconnus par la suite respectivement comme le 1er Dalai Lama, et le 1er panchen-lama). Il est devenu le premier Ganden Tripa (porte-trône) de la tradition Gelugpa nommé par Tsongkhapa peu avant sa mort et assura la fonction jusqu'à sa propre mort, 12 ans plus tard. Khedrup Je lui succéda.
Gyaltsab Je fut un écrivain prolifique. Un de ses textes les plus célèbres est un commentaire sur L’Exposition des pratiques d’Éveil de Śāntideva.